# Aedes taiwanus
Aedes taiwanus är en tvåvingeart som beskrevs av Lien 1968. Aedes taiwanus ingår i släktet Aedes och familjen stickmyggor. Inga underarter finns listade i Catalogue of Life.